# Kyrina kyrina
Kyrina kyrina is een tweekleppigensoort uit de familie van de Veneridae. De wetenschappelijke naam van de soort is voor het eerst geldig gepubliceerd in 1894 door Jousseaume.